# Quercus emoryi
Quercus emoryi, conegut amb el nom comú en anglès Emory oak, és una espècie de roure comú a Arizona, Nou Mèxic i oest de Texas (el Parc Nacional de Big Bend), EUA i el nord de Mèxic cap al sud fins a Durango i San Luis Potosí. En general creix en turons secs a altituds moderades.
Es tracta d'un tipus de roure que està dins del grup dels roures vermells, que conserven les seves fulles tot l'hivern fins que les fulles noves es produeixen a la primavera, i és un gran arbust o petit arbre de 5-17 m d'alçada. Les fulles són de 3-6 cm de llarg, senceres o dentades ondulades, verdes coriàcies, de color fosc per sobre, més pàl·lid per sota. Les glans són 1,5-2 cm de llarg, color marró negrós, i maduren en 6-8 mesos després de la pol·linització, el nucli és dolç, i és un aliment important per a molts mamífers i aus.
L'arbre porta el nom del topògraf de l'exèrcit dels Estats Units, el tinent William Hemsley Emory, que va inspeccionar la zona de l'oest de Texas on va ser descobert el 1846.

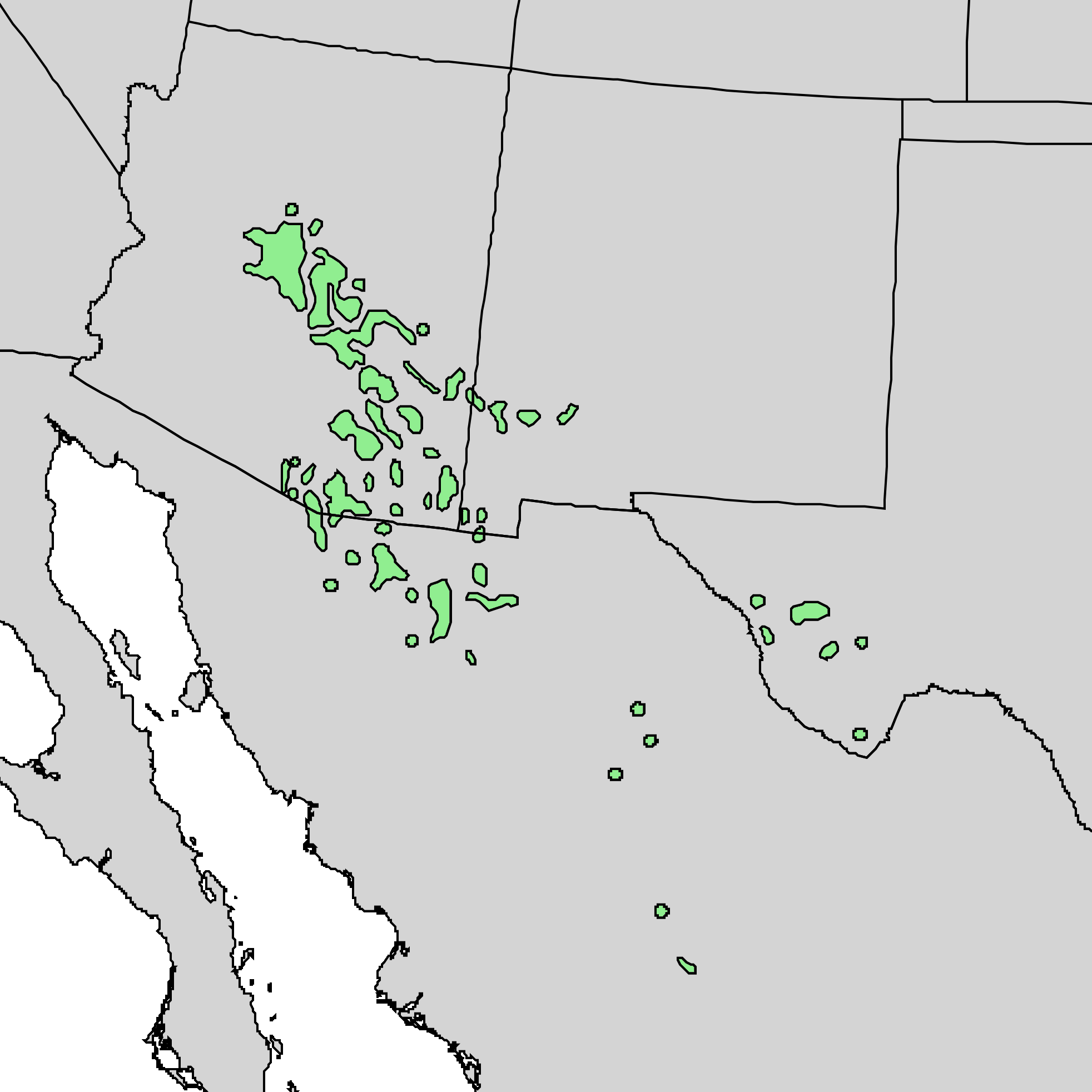
Àrea de distribució natural